# Héctor Luis Acevedo
Héctor Luis Acevedo Pérez (San Juan, 8 de noviembre de 1947) es un abogado, profesor universitario y político puertorriqueño del Partido Popular Democrático que ha desempeñado los cargos de Alcalde de San Juan y Secretario de Estado. Acevedo fue presidente de su partido y su candidato a la gobernación en las elecciones de 1996.

## Primeros años y educación
Acevedo nació el 8 de noviembre de 1947 en San Juan, hijo de Héctor N. Acevedo y Toñita Pérez, ambos servidores públicos. Cursó estudios elementales en la Escuela Elemental de la Universidad de Puerto Rico y comenzó estudios secundarios en la Escuela Superior de la Universidad de Puerto Rico (UHS), sin embargo los completó en la America School of Madrid en Madrid, España.
En 1965 regresa a Puerto Rico a estudiar un bachillerato en ciencias políticas en la Universidad de Puerto Rico, graduándose con altos honores. En 1972 se graduó de la escuela de derecho de la misma universidad con altos honores también. Durante sus años en la universidad fue Presidente de los Consejos de Estudiantes de las Facultades de Ciencias Sociales y de Derecho.
Luego de completar su juris doctor, se muda a Washington D. C. a cursar estudios graduados en relaciones internacionales en la Universidad de Georgetown.
En 1978 fue parte del programa de educación para abogados de la Escuela de Derecho de la Universidad de Harvard.

## Carrera política
Durante la década de los 70, Acevedo formó parte de la reserva del Ejército de los Estados Unidos. 
Mientras cursaba estudios en la Universidad de Georgetown, Acevedo comenzó a trabajar como abogado en la Oficina de Puerto Rico en Washington D. C.. Tras concluir sus estudios, regresó a la isla y trabajó para el Departamento de Justicia. Luego, entró al grupo de ayudantes del gobernador Rafael Hernández Colón.
En 1976, a los 28 años de edad, es nombrado procurador electoral convirtiéndose en la persona más joven en ostentar dicho cargo. Acevedo se mantuvo en este puesto hasta 1984. En 1982, además, fue uno de los tres miembros de la Comisión para la Revisión de la Ley Electoral de Puerto Rico, órgano que creó el proyecto que eventualmente se convirtió en ley el año siguiente con el apoyo de los tres partidos con representación parlamentaria de la época y que rigió por las próximas siete elecciones. 
En 1985 es nombrado Secretario de Estado por el gobernador Rafael Hernández Colón. En 1988 renuncia a esta posición para lanzar su candidatura a la Alcaldía de San Juan en las elecciones del mismo año. En una elección sumamente reñida, Acevedo fue electo Alcalde de San Juan por una ventaja de solamente 29 votos. En 1992 fue reelegido a la posición.
En 1994 es elegido como presidente del Partido Popular Democrático y designado por su partido como candidato a la gobernación en las elecciones de 1996. Acevedo fue derrotado por el gobernador incumbente Pedro Rosselló.  
Desde su retiro de la política Acevedo se ha dedicado a la educación universitaria siendo profesor a tiempo parcial en la Universidad Católica de Puerto Rico y la Universidad Interamericana de Puerto Rico.

## Carrera militar
En el 1975 ingresa en la reserva del Ejército de los Estados Unidos. Como parte de sus funciones militares comandó la Compañía 429 de servicios de personal, fue instructor en el “Command and General Staff College” y director de movilización de la Reserva en Puerto Rico. En 1998 se retira del ejército tras 23 años de servicio.

## Vida personal
Acevedo contrajo matrimonio con Carmen Roca Saavedra en 1972 con quien comparte tres hijos: David, Jasmine y Luis Manuel Acevedo Roca.

## Historial electoral
| Año  | Cargo               | Tipo      | Partido | Partido | Votos   | %     | Posición | Resultado |
| ---- | ------------------- | --------- | ------- | ------- | ------- | ----- | -------- | --------- |
| 1988 | Alcalde de San Juan | Generales |         | PPD     | 100,525 | 47.92 | 1.º      | Electo    |
| 1992 | Alcalde de San Juan | Generales |         | PPD     | 101,432 | 48.65 | 1.º      | Reelecto  |
| 1996 | Gobernador          | Generales |         | PPD     | 875,852 | 44.73 | 2.º      | Derrotado |